# Junio Brain Trust
Junio Brain Trust (ジュニオ ブレイン トラスト Junio burein torasuto?) es un estudio de animación japonesa fundada en 1970, cuyo negocio principal es la gestión de derechos de autor de obras animadas. El nombre anterior de la empresa fue Studio Junio.

## Historia
Cuatro animadores, Takao Kozai, Bonjin Nagaki, Kenzo Koizumi e Hiroshi Wagatsuma, dejaron Toei Animation y fundaron Hatena Productions en 1964. La compañía era subcontratista de animación para televisión como Sally, la bruja, pero se disolvió en 1969. 

Takao Konishi en 1969 estableció Studio Junio fundado por. Del estudio Hatena Pro, Tetsuo Imaizawa se unió a Junio, y en 1972 se trasladó a Studio Mates. La empresa seguiría en Hatenapuro, haciendo principalmente el trabajo de la subcontratación de Toei Animation y TMS.
En los años 80, el trabajo cinematográfico de Tokyo Movie Shinsha se centró en Koishi y Tetsuo Imasawa y otros proyectos como "Muu no Hakugei", "Tetsujin 28-gou", "Kyojin no Hoshi", "Ohayo! Spank", en trabajos de Toei Animation y Group TAC fue principalmente responsable de "Dr. Slump: Arale-chan", "Dragon Ball", "Touch", entre otros, principalmente por Okazaki Minori y Maeda Hararagi. El número de pedidos mensuales era de unas 20 piezas y se convirtió en una productora con 120 empleados. La intención de Kosai era contratar activamente personal que quisiera tener capacidad, porque no era un contratista original.
En la década de 1990, Junio será un nuevo socio en  el trabajo de la productora de animación Image Kay, creada por Tetsu Katayama de Tokyo Movie. Progresaron sin contratiempos en el avance de producciones propias centrada en el trabajo en NHK, incluyendo la animación  educativa de NHK Educational TV, "Genius Terrible Kun". Sin embargo, la producción de animación de dibujos animados "Hakugei: Legend of the Moby Dick", que comenzó a emitirse desde abril de 1997 en la segunda emisión en NHK-BS2, interrumpió la producción, y debido a la pena, Image Kay, se declaró en bancarrota, finalmente a finales de octubre del mismo año se interrumpió la transmisión. Del mismo modo Katayama llevó a cabo una producción de animación y Junio estuvo a cargo de la producción del programa "Tensai TV kun" con la animación dentro del marco de animación "Kyuumei Senshi Nanosaver", aunque se finalizó en enero de 1998 la próxima vez, Junio también fue afectado por la bancarrota de Image Kay.
El trabajo en medio de esa penuria era una película animada "Gundress". Una productora de animación, Sanctuary, emprende por 400 millones de yenes del Comité de Producción y encarga a Junio para la producción por menos de 200 millones de yenes. Sin embargo, Junio no pudo completar a tiempo para su estreno en marzo de 1999, y el comité de producción lo terminó estrenando el 20 de abril, la fecha de estreno original, sin terminar, en 42 cines de Toei a nivel nacional con la distribución de Nikkatsu Make. Fue un escándalo reportado en el aspecto social de los periódicos. Para completar Toei recibiría una demanda de daños y perjuicios a Nikkatsu, Nikkatsu a Sanctuary y Sanctuary a Junio, respectivamente. Alrededor de esta época, Konishi dijo el personal se independizó de Junio, y se atrevió a asumir su propia responsabilidad, asumiendo la responsabilidad del fracaso.
Después de eso, cambió a su nombre comercial a "Junio Brain Trust" alrededor del año 2000, se reorganizó en una sociedad anónima y reanudó sus actividades. Desde entonces, se dedicó principalmente a la producción de animación educativa que Konishi producía desde 1979, pero se retiró de la producción real a finales de 2004. A partir de 2008, el trabajo se centra en la gestión de las obras creadas en el pasado.

## Filmografía

### Anime
| Título                           | Año de estreno | Nota                                                        |
| -------------------------------- | -------------- | ----------------------------------------------------------- |
| Sarutobi Ecchan                  | 1971           | Colaboración con Toei Animation                             |
| Lupin III                        |                | Colaboración con TMS                                        |
| Mazinger Z                       | 1972           | Colaboración con Toei Animation                             |
| Hada Chappy                      | 1972           | Colaboración con Toei Animation                             |
| Microsuperman                    | 1973           | Colaboración con Toei Animation                             |
| Miracle Girl Limit-chan          | 1973           | Colaboración con Toei Animation                             |
| Babel II                         | 1973           | Colaboración con Toei Animation                             |
| Kōya no Shōnen Isamu             | 1973           | Colaboración con TMS                                        |
| Raqueta de oro                   | 1973           | Colaboración con TMS                                        |
| Majokko Megu-chan                | 1974           | Colaboración con Toei Animation                             |
| First Human Giatrus              | 1974           | Colaboración con TMS                                        |
| Judo Sanka                       | 1974           | Colaboración con TMS                                        |
| Gran Mazinger                    | 1974           | Colaboración con Toei Animation                             |
| Ikkyū-san                        | 1975           | Colaboración con Toei Animation                             |
| Machine Hayabusa                 | 1976           | Colaboración con Toei Animation                             |
| Shin Kyojin no Hoshi             | 1977           | Colaboración con TMS                                        |
| The New Adventures of Gigantor   | 1980           | Colaboración con TMS                                        |
| Muu no Hakugei                   | 1980           | Colaboración con TMS                                        |
| Ohayō! Spank                     | 1981           | Colaboración con TMS                                        |
| Dr. Slump Arale chan             | 1981           | Colaboración con Toei Animation                             |
| Tonde Mon Pe                     | 1982           | Colaboración con TMS                                        |
| La vuelta al mundo de Willy Fog  | 1983           | BRB, TVE y Nippon Animation                                 |
| Stop!! Hibari-kun!               | 1983           | Colaboración con Toei Animation                             |
| Nine                             | 1983           | Colaboración con Group TAC                                  |
| Gu Gu Ganmo                      | 1984           | Colaboración con Toei Animation                             |
| Touch                            | 1985           | Colaboración con Group TAC                                  |
| Bug tte Honey                    | 1986           | Colaboración con TMS                                        |
| Dragon Ball                      | 1986           | Colaboración con Toei Animation                             |
| Hiatari Ryōkō!                   | 1987           | Colaboración con Group TAC                                  |
| Sore Ike! Anpanman               | 1988           | Colaboración con TMS                                        |
| Dragon Ball Z                    | 1989           | Colaboración con Toei Animation                             |
| Parasol Henbē                    | 1989           | Colaboración con Seoul C&D                                  |
| Holly the Ghost                  | 1991           |                                                             |
| Ninja Gaiden                     | 1991           |                                                             |
| Hirake! Ponkikki                 | 1992           |                                                             |
| Kyouryuu Wakusei                 | 1993           |                                                             |
| Gene Diver                       | 1994           |                                                             |
| DNA²                             | 1994           | coproducción con Madhouse y Studio Deen                     |
| Soccer Fever                     | 1994           | Colaboración con TMS                                        |
| Montana Jones                    | 1994           |                                                             |
| Alice Tantei Kyoku               | 1995           |                                                             |
| Noobow                           | 1995           |                                                             |
| Street Fighter II-V              | 1995           | Colaboración con Group TAC                                  |
| Bonobono                         | 1995           | Colaboración con Group TAC                                  |
| Harley Spiny                     | 1996           | coproducción con Image Kay                                  |
| Saber Marionette J               | 1996           | coproducción conHal Film Maker                              |
| Hakugei: Legend of the Moby Dick | 1997           | coproducción con Image Kay y Sony Music Entertainment Japan |
| Kyuumei Senshi Nanosaver         | 1997           |                                                             |
| Trigun                           | 1998           | coproducción con Madhouse                                   |
| Master Keaton                    | 1998           | coproducción con Madhouse                                   |
| Super Doll Licca Chan            | 1998           | coproducción con Madhouse                                   |
| Bomberman B-Daman Bakugaiden V   | 1999           |                                                             |

#### Otros
- What's Michael?

### OVA
| Título                                    | Año de estreno | Nota                            |
| ----------------------------------------- | -------------- | ------------------------------- |
| Puttsun Make Love                         | 1987           | coproducción con Toei Animation |
| Madonna                                   | 1988           | coproducción con Toei Animation |
| Amada Anime Series: Super Mario Brothers  | 1989           |                                 |
| Kennosuke-sama                            | 1990           | coproducción con Toei Animation |
| Ticonderonga no Iru Umi                   | 1991           |                                 |
| Taiheiyou ni Kakeru Niji                  | 1992           | coproducción con Toei Animation |
| Minky Momo The Bridge Over Dreams         | 1993           |                                 |
| Nana Toshi Monogatari: Hokkyokukai Sensen | 1994           |                                 |
| Fushigi no Kuni no Miyuki-chan            | 1995           | coproducción con Madhouse       |
| 3×3 Eyes Seima Densetsu                   | 1995           | coproducción con Toei Animation |
| Kumori Nochi Hare                         | 1996           |                                 |
| Psycho Diver: Mashou Bosatsu              | 1997           | coproducción con Madhouse       |
| Muku Hatojuu no Meiken Monogatari         | 1997           |                                 |
| DNA Sights 999.9                          | 1998           | coproducción con Madhouse       |
| Tama & Friends: Third Street Story        |                | Colaboración con Group TAC      |
| Bomberman B-Daman Bakugaiden V            | 1999           |                                 |

### Películas
| Título                                     | Año de estreno | Nota                             |
| ------------------------------------------ | -------------- | -------------------------------- |
| Yukiguni no Oujisama                       | 1985           | coproducción con Toei Animation  |
| Hyakubanme no Saru                         | 1986           |                                  |
| Obake Entotsu no Uta                       | 1993           |                                  |
| Cutie Honey                                | 1994           | coproducción con Toei Animation  |
| Hadashi no Gen                             | 1995           | coproducción con Madhouse        |
| Macross 7 Movie: Ginga ga Ore wo Yondeiru! | 1995           | coproducción con Production Reed |

## Empresas relacionadas
- SynergySP (antiguamente Synergy Japan, fue establecida de forma independiente con el Sr. Hiroshi Emasumi y Maeda Maeda en 1998. Actúa principalmente en la cooperación de producción de medios animados japoneses)
- Studio Gallery (fundado en 1997 por Mamoru Kobe, estuvo afiliado en algún momento con Junio, tuvo relación en la producción de "Cardcaptor Sakura").
- Studio Flag (fundada en 1999 por Tetsuya Hayasaka, se especializa en la amortización bruta de otras empresas)